# Cybister griphodes
Cybister griphodes är en skalbaggsart som beskrevs av Guignot 1942. Cybister griphodes ingår i släktet Cybister och familjen dykare. Inga underarter finns listade i Catalogue of Life.